# Ариёси, Тюити
Тюити Ариёси (яп. 有吉忠一 Ариёси Тю:ити) — японский политик. Родился 2 июня 1874 года в префектуре Киото.
В 1908 году стал губернатором префектуры Тиба. После того, как Япония аннексировала Корею, год проработал в аппарате генерал-губернатора Кореи, затем вернулся на Японские острова, где возглавлял префектуры Канагава (1915 год) и Хёго (1919 год). В 1924 году работал ректором Императорского университета Кэйдзё, с 1922 по 1924 годы также был генеральным инспектором Кореи. В 1925 году был мэром Йокогамы, в 1930 году вошёл в состав верхней палаты парламента. Ариёси скончался 10 февраля 1947 года.